# El Serrat de l'Ametlla
El Serrat de l'Ametlla, sovint denominat localment el Serrat, és una urbanització part de la trama urbana de l'Ametlla del Vallès, al Vallès Oriental. Pren el nom del Serrat, en el vessant occidental del qual es troba, i fou una de tantes urbanitzacions nascudes els anys seixanta i setanta a tot el Vallès d'iniciatives privades, en un inici sense planificació urbanística ni control municipal. Ara bé, amb el temps s'ha anat assentant, convertint-se d'urbanització de segona residència a habitatges principals de moltes famílies, fins al punt que en l'actualitat està del tot integrada en la trama urbana de l'Ametlla del Vallès, on és considerada oficialment, des del 1993, com un barri de la població. Acull la quarta part de la població del terme municipal, i la seva extensió en quilòmetres de carrers és considerable.
A nivell oficial municipal, ha quedat unida al Serrat de l'Ocata, amb el nom de la qual ha quedat integrada a nivell local. La població total és de 1.794 habitants, que representen, aproximadament, una quarta part de la població del terme.